# 尾張紡績
尾張紡績（おわりぼうせき）は、愛知県愛知郡熱田尾頭町に生産拠点を設けた紡績会社。現在の東洋紡の一部に相当する。

## 概要

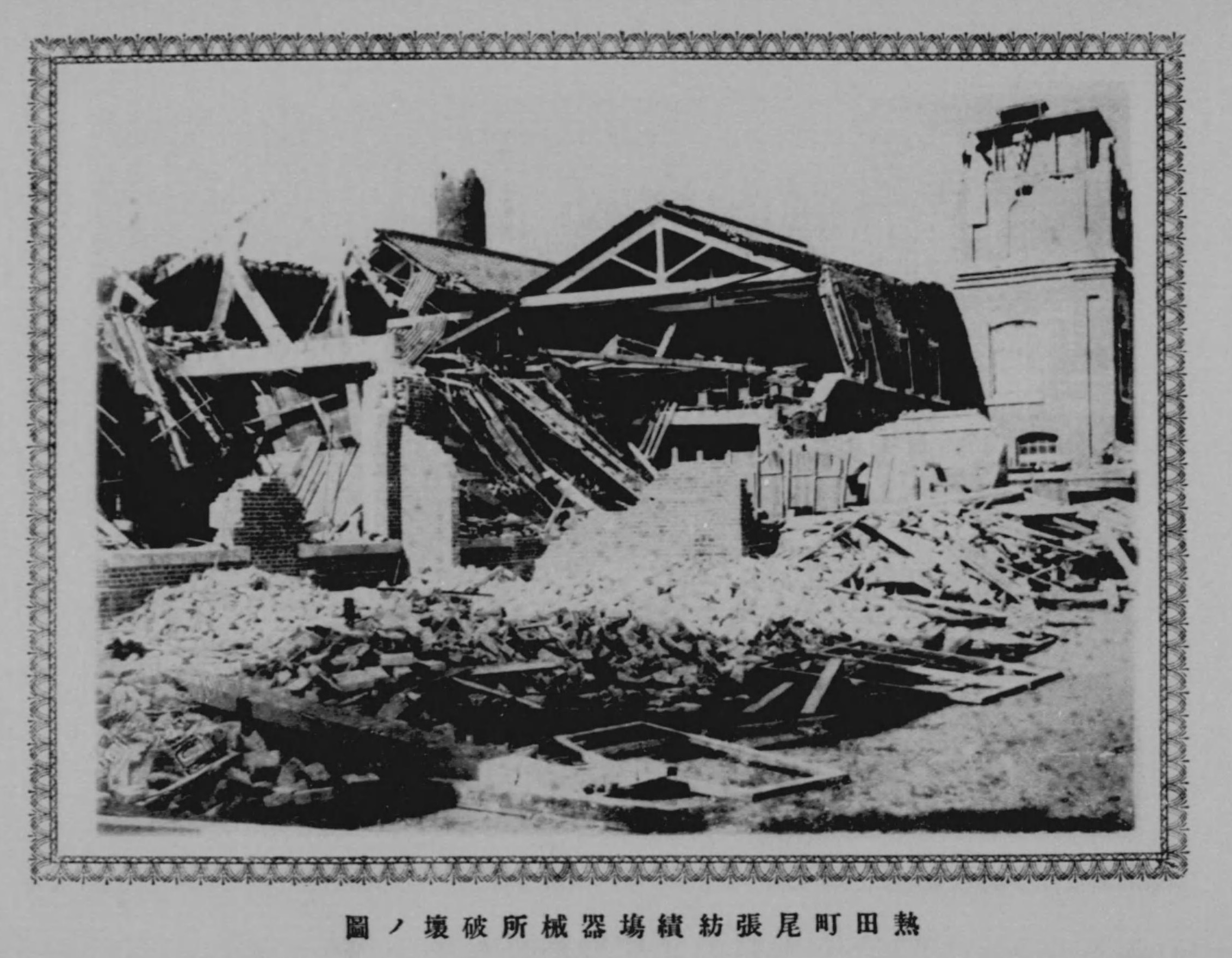
濃尾地震により破壊された工場

名古屋財界の重要人物であった奥田正香が発起人となり、1887年（明治20年）3月に設立された。これは、この頃別に操業を開始していた名古屋紡績の好況に刺激されたものとされる。ただし、奥田には紡績の知識がなかったために、知己の近藤友右衛門を頼った。それに八木平兵衛・滝兵右衛門・瀧定助・森本善七の出資により、成立したものである。先発の名古屋紡織は古くからの在名商人たちの出資によっており、後発の尾張紡績は名古屋進出が新しい商人たちによるものであった。名古屋紡織の出資金が12万円に過ぎなかったのに対して、尾張紡績はその3倍にあたる36万円を集めることとなった。設立の翌年9月には当時は名古屋市の近郊であった愛知郡熱田尾頭町（現在は合併により名古屋市熱田区新尾頭町）に工場を設け、1889年7月に操業を始めた。しかし、1891年（明治24年）に発生した濃尾地震により工場の2階部分が崩壊し、ちょうど夜勤と昼勤の交替時間であったことから従業員も多数被災した。翌年5月には再建し、順調に勢力を伸ばしていった。1893年（明治26年）、名古屋株式取引所に上場。1905年（明治38年）、奥田により競合他社である三重紡績に名古屋紡織とともに吸収され、消滅した。これにより同社工場は、三重紡績尾張分工場と改称した。

### 年表
- 1887年（明治20年）3月 - 尾張紡績設立[1]。
- 1888年（明治21年）9月 - 愛知郡熱田尾頭町において工場設置[1]。
- 1889年（明治22年）7月 - 工場が操業開始[1]。
- 1891年（明治24年） - 濃尾地震に被災[4]。
- 1892年（明治25年）5月 - 工場再建[1]。
- 1893年（明治26年） - 名古屋株式取引所上場[5]。
- 1905年（明治38年） - 三重紡績に合併[1]。同尾張分工場となる[6]。